# Final Fantasy Crystal Chronicles: Beyond the Endless Sky
Final Fantasy Crystal Chronicles: Beyond the Endless Sky (ファイナルファンタジー・クリスタルクロニクル～はてなき空の向こうに~?, Fainaru Fantajī Kurisutaru Kuronikuru: Hatenaki sora no mukou ni) è un manga pubblicato dalla Gangan Comics sulla rivista Monthly Shōnen Gangan per il pubblico giapponese, della serie Crystal Chronicles, apparsa su GameCube, Nintendo DS e Wii.